# La Venere d'Ille
La Venere d'Ille (La Vénus d'Ille) è una novella dell'autore francese Prosper Mérimée, scritta nel 1835 e pubblicata sul numero di maggio 1837 della Revue des Deux Mondes. Nel 1845 fu raccolta in volume.

## Genesi dell'opera
L'autore, Prosper Mérimée, nominato "ispettore generale dei monumenti storici" il 27 maggio 1834, intraprese lo stesso anno un itinerario che lo fece passare per il dipartimento dei Pirenei Orientali dove, nel mese di novembre, visitò Ille-sur-Têt, Bouleternère e Serrabonne. Vide un sito dove delle ricerche archeologiche avevano portato alla luce un antico tempio dedicato a Venere.
Inoltre, Mérimée doveva avere sicuramente visto Zampa, opéra-comique di Ferdinand Hérold, composta nel 1831 su libretto di Mélesville, il cui protagonista, un pirata, era trascinato all'inferno dalla statua della donna che aveva un tempo sedotta e a cui aveva, in segno di sfida, messo un anello al dito.

## Trama
La storia si svolge a Ille (nome ispirato dalla cittadina francese di Ille-sur-Têt, situata vicino al confine con la Spagna) durante tre giorni e mezzo, concludendosi poi dopo circa due mesi.

### Primo giorno: mercoledì
Il narratore, un archeologo, giunge a Ille in compagnia di una guida per incontrarvi il signor di Peyrehorade (nome ispirato da un luogo realmente esistente), uno studioso di antichità che deve mostrargli delle antiche rovine. Questi ha scoperto per caso una statua di Venere, cosa che ha destato grande scalpore in paese: mentre faceva sradicare un olivo morto, il piccone dello scavatore Jean Coll aveva cozzato contro un oggetto metallico, che si rivelò essere la statua. Tuttavia, mentre veniva raddrizzata dopo essere stata estratta dalla terra, essa cadde addosso allo scavatore (provetto corridore e giocatore di pallacorda), rompendogli una gamba, cosa che, unita all'espressione beffarda del volto fuso nel bronzo, le ha dato un'aura inquietante.
Il narratore arriva poi dai Peyrehorade e fa la conoscenza dell'antiquario, di sua moglie e di suo figlio Alphonse, che gli fa un'impressione abbastanza negativa. Questi sta per sposarsi con l'agiata signorina di Puygarrig, ma il padre, così come il figlio, non sembrano dare molta importanza al matrimonio. Il signor di Peyrehorade è tutto preso dalla sua scoperta, alla quale porta un'autentica venerazione, disapprovata da sua moglie.
Al momento di coricarsi, il narratore vede per la prima volta la Venere dalla finestra della sua camera ed è spettatore di una strana scena: due ragazzi del paese inveiscono contro la statua perché la ritengono colpevole della rottura della gamba di Jean Coll. Uno di loro le lancia una pietra, che però tornando indietro lo colpisce, come se fosse rimbalzata.

### Secondo giorno: giovedì
L'indomani mattina, il signor di Peyrehorade presenta ufficialmente la Venere al narratore, e gli fa notare sullo zoccolo l'iscrizione «Cave amantem», che interpreta come "Bada bene a te, se ella ti ama" I due cercano anche di decifrare delle altre iscrizioni, ma senza trovare un vero accordo.
Dopo pranzo, Alphonse ha una conversazione col narratore, che comprende come il giovane non nutra sentimenti veritieri per la sua promessa sposa. Egli mostra l'anello incastonato di diamanti che le consegnerà l'indomani; quando il narratore nota che Alphonse porta già un anello al dito, questi gli confessa, con un sospiro di rimpianto, che è il pegno d'amore datogli da una modista parigina due anni prima.
Il narratore fa notare ai signori di Peyrehorade che è insolito sposarsi di venerdì, considerato un giorno infausto; la signora approva, mentre suo marito ribatte che, al contrario, venerdì è proprio il giorno ideale, in quanto "giorno di Venere" (Veneris dies). Tuttavia, dopo la cerimonia non si danzerà, poiché la sposa è ancora in lutto per la perdita di sua zia, che l'ha cresciuta come una madre e che le ha lasciato in eredità la sua fortuna.

### Terzo giorno: venerdì
La mattina, il narratore cerca invano di disegnare un ritratto della statua; il padre dello sposo compie invece una sorta di cerimonia pagana sulla statua, nonostante la contrarietà della moglie. Incomincia poi una partita nel campo da pallacorda accanto al giardino: dato che la squadra locale è in forte svantaggio contro una di spagnoli, Alphonse, che è un forte giocatore, non riesce a trattenersi e si unisce ai suoi concittadini benché sia già vestito a festa. Dato che l'anello con diamanti destinato alla sua sposa, che si era messo al dito, gli dà noia nel gioco, se lo toglie e lo infila all'anulare della statua di Venere. Allora le sorti della partita cambiano e la squadra d'Ille vince. Il capitano della squadra ospite, avvilito dalla sconfitta e irritato per l'esultanza di Alphonse, gli grida in spagnolo che gliela avrebbe fatta pagare.
Durante la cerimonia, Alphonse deve mettere al dito della sua sposa l'anello che gli aveva dato la modista perché ha dimenticato l'altro sulla statua. Il banchetto nuziale si svolge in un'atmosfera strana, che mette il narratore a disagio. Al momento di andare a letto, Alphonse, con un'aria terrorizzata, racconta al narratore di non essere riuscito a estrarre l'anello dal dito della statua perché questa ha ripiegato il dito per impedirglielo. L'archeologo va a vedere e, facendo lo stesso tentativo, per un attimo ha la stessa impressione, ma poi il suo lato razionale prende il sopravvento e si convince che il giovane sia ubriaco o che abbia voluto fargli uno scherzo.

### Quarto giorno: sabato
Une volta coricato, il narratore sente dei rumori come di pesanti passi che salgono le scale. Pensando che siano dello sposo ubriaco, si mette a dormire. La mattina, Alphonse viene trovato morto sul letto nuziale, col corpo pieno di contusioni come se fosse stato stritolato in un cerchio di ferro. La sposina è in preda a una crisi isterica e sul pavimento viene trovato l'anello coi diamanti, che la sera prima era al dito della statua.
I sospetti si addensano sul capitano della squadra spagnola di pallacorda, ma questi dimostra facilmente la propria innocenza. Le uniche impronte ritrovate nel giardino portano alla statua. Anche il narratore è chiamato a deporre davanti al giudice. Questi fa la sua deposizione al procuratore del re, che gli racconta la versione della giovane vedova: ella ha sentito una persona, che inizialmente aveva creduto il marito, entrare nella camera e coricarsi sul letto, gravandolo di un notevole peso: il suo corpo al tatto era freddo come il ghiaccio. Più tardi entrò Alphonse, dandole la buonasera. Allora l'essere che era sul letto, dal colore verdastro, l'ha stritolato e la mattina se n'è andato.

### Conclusione
Dopo il funerale, il narratore lascia Ille e torna a Perpignano. Qualche mese dopo, apprende che il signor di Peyrehorade è morto e che sua moglie ha fatto fondere la statua per farne una campana per la chiesa del paese. Ma "da quando la nuova campana risuona a Ille, le vigne son gelate due volte".

## Opere derivate
La Venere d'Ille è stata adattata due volte come film televisivo: 
- La Venere d'Ille, film TV del 1979 diretto da Mario e Lamberto Bava per Rai Due. Si trattò dell'ultima regia di Mario Bava, che morì l'anno successivo;
- La Vénus d'Ille, film TV del 1980 diretto da Robert Réa, con Jean-Pierre Bacri.

Ne sono state tratte le seguenti opere liriche:
- La Vénus d'Ille di Henri Büsser (1964)
- Vénus di Othmar Schoeck (op. 32), opera in tre atti su libretto di Armin Rüeger (prima rappresentazione: 10 maggio 1922, Stadttheater Zürich)

Nel 2014 andò in scena per la prima volta il dramma La Vénus d'Ille di Alex Adarjan.

## Edizioni
- (FR) Prosper Mérimée, La Vénus d’Ille, in Revue des Deux Mondes, maggio 1837.
- (FR) Prosper Mérimée, La Vénus d'Ille, Charpentier, 1845,  pp. 155-189.
- Prosper Mérimée, Colomba e La Venere d'Ille, collana BUR, traduzione di Enrico Piceni, n. 155/156, Milano, Rizzoli, 1950.
- Prosper Mérimée, La Venere d'Ille, in Romanzi e racconti, collana Romanzi e racconti, traduttore non indicato, n. 5, Firenze, SADEA/Sansoni, 1966.
- Prosper Mérimée, La Venere d'Ille, in Racconti e novelle, collana I capolavori, traduzione di Anton Francesco Filippini, n. 30, Firenze, Sansoni, 1966.
- Prosper Mérimée, La Venere d'Ille, in 15 racconti misteriosi, traduzione di Mariolina Testa, Minerva Italica, 1971.
- Prosper Mérimée, La Venere d'Ille, in Italo Calvino (a cura di), Racconti fantastici dell'Ottocento, collana Oscar classici, traduzione di A.F. Filippini, I. Il fantastico visionario, n. 20, Milano, Mondadori, 1983,  pp. 245-275.
- Prosper Mérimée, La Venere d'Ille, in Gianni Pilo e Sebastiano Fusco (a cura di), Fantasmi francesi, collana Tascabili Economici Newton, traduttore non indicato, n. 182, Roma, Newton Compton, 1994, ISBN 887983522X.
- Prosper Mérimée, La Venere d'Ille, in I racconti del mistero, collana Romanzi e racconti, traduzione di Anton Francesco Filippini, n. 301, Milano, Baldini & Castoldi, 2004, ISBN 8884905796.
- Prosper Mérimée, La Venere d'Ille, in Tutti i racconti, traduzione di Annalisa Comes, Roma, Donzelli, 2004,  pp. 209-237, ISBN 8879898957.
- Prosper Mérimée, La Venere d'Ille, in Il racconto fantastico francese, collana Grandi classici tascabili, traduzione di Ludovica Cirrincione d'Amelio, Venezia, Marsilio, 2005, ISBN 8831786628.